# Hann. Münden
Hann. Münden – miasto w Niemczech, w kraju związkowym Dolna Saksonia, w powiecie Getynga. Miasto leży na południu powiatu przy granicy z krajem związkowym Hesja.
Na terenie miasta łączą się rzeki Werra i Fulda tworząc Wezerę. 

## Współpraca
- Chełmno, Polska
- Holon, Izrael
- Herford, Nadrenia Północna-Westfalia
- Oberviechtach, Bawaria
- Quedlinburg, Saksonia-Anhalt
- Steglitz-Zehlendorf, Berlin
- Suresnes, Francja